# Mancenans
Mancenans település Franciaországban, Doubs megyében. Lakosainak száma 318 fő (2022. január 1.). Mancenans Accolans, Pompierre-sur-Doubs, Rang és Soye községekkel határos.

## Népesség
A település népességének változása:
| Lakosok száma | 255  | 350  | 322  | 346  | 326  | 317  | 308  | 305  | 310  | 318  |
|               | 1968 | 1982 | 1990 | 2006 | 2013 | 2015 | 2017 | 2019 | 2020 | 2022 |